# Amazônia Fashion Week
Amazônia Fashion Week é um evento de moda realizado em Belém do Pará. Criado em 2007, é o maior evento de moda da Amazônia. Realizado pela COSTAMAZÔNIA – Associação de Costureiras e Artesãs da Amazônia.
O EPAMA - Encontro Paraense de Moda e Artesanato - constitui verdadeiro marco no movimento de moda na região amazônica. A ele seguiram-se outros movimentos que têm culminado com o aquecimento do mercado de moda na região.

## Temas
- 1ª edição (2007): "Identidades Brasileiras."
- 2ª edição (2008): "Da Belle Époque ao século XXI: 100 anos de moda e cultura."
- 3ª edição (2009): "Do Sonho à Realidade."
- 16ª edição (2021): "O espírito do tempo"[1]